# 蚶子寮
蚶子寮，又寫為蚶仔藔，是臺灣嘉義縣東石鄉的一個傳統地域名稱，位於該鄉北部。相較於今日行政區，其範圍大致包括鰲鼓村東部南側凸出部分最東端、港口村不含西北部及東南部、副瀨村東北端、龍港村東大半葉的北部邊界地帶西段。

## 歷史
臺灣日治初期，蚶子寮地區為一（舊制）街庄，稱為「蚶仔藔庄」，隸屬於蔦松堡。該庄北隔北港溪與水井庄、欍仔埔庄為界，東與溪仔下庄、下揖仔藔庄為鄰，南邊為港墘厝庄，西邊為鰲皷庄。
1901年（日治明治三十四年）11月，全臺廢縣廳改設二十廳，該庄隸屬於嘉義廳。1903年（明治三十六年）6月，該庄編入「東石港區」，隸屬於嘉義廳。1909年（明治四十二年）10月，合併二十廳為十二廳，東石港區仍隸屬於嘉義廳。1920年（大正九年），全臺地方制度大改正，廢十二廳改設五州二廳，該庄改制並雅化為「蚶子寮」大字，隸屬於臺南州東石郡東石庄（新制街庄）。
戰後東石庄改制為東石鄉，隸屬於臺南縣，大字亦改制為村。1950年10月，雲、嘉、南分治，東石鄉改隸屬嘉義縣。

## 聚落
本地區發展較早的聚落為蚶仔藔，在日治期初期的官方地圖上已有記載。

## 交通
鄉道嘉6線是鰲鼓至下舊仔埔的道路。
鄉道嘉7線是四股至港墘的道路。
鄉道嘉8線是鰲鼓至下揖的道路。